# Синчак Олена Петрівна
Олена Петрівна Синчак (нар. 1985) — українська мовознавиця, доцентка кафедри філології Гуманітарного факультету Українського католицького університету.

## Публікації

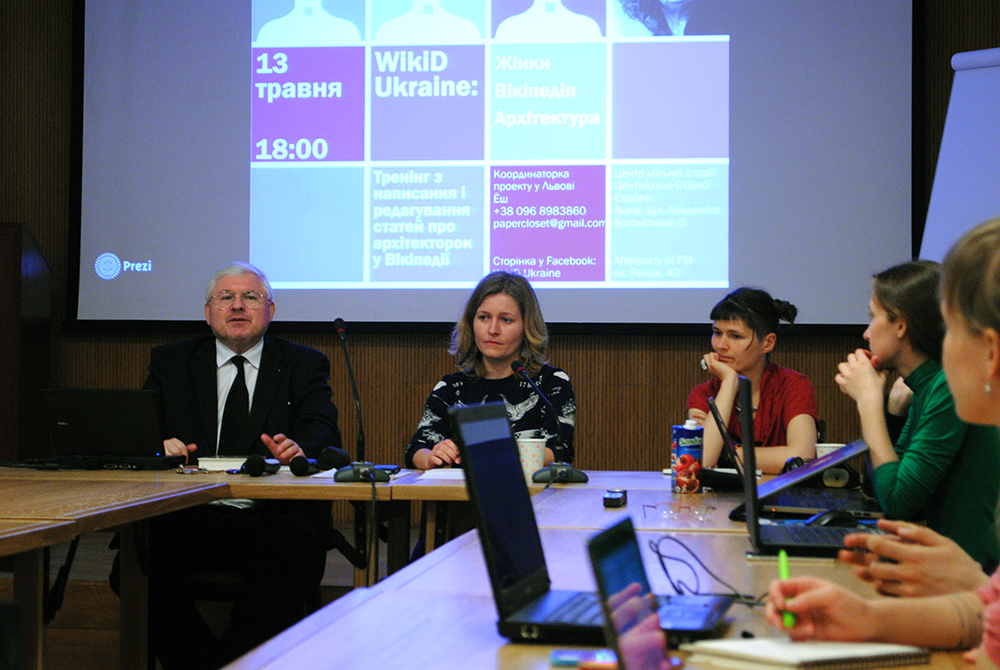
на тренігу «WikiD Ukraine: Жінки. Вікіпедія. Архітектура» 13 травня 2016, Львів

### Словники
- Синчак О. П. Вебсловник жіночих назв української мови — Львів: r2u.org.ua, 2022. наукова редакторка Ганна Дидик-Меуш; науковий консультант Василь Старко. Львів, 2022.
- Синчак О. П. Абетка фемінітивів — По той бік новин, 2022.

### Підручники
- «Яблуко»: підручник з української мови як іноземної (вищий рівень). — Львів: Видавництво УКУ, 2015. — 360 с.
- «Яблуко»: робочий зошит до підручника з української мови як іноземної (вищий рівень). — Львів: Видавництво УКУ, 2015. — 144 с.
- Додаток «Комунікативні ігри та розваги» до підручника з української мови як іноземної «Яблуко» (вищий рівень). — Львів: Видавництво УКУ, 2015. — 58 с.

### Статті
- Синчак, О. Дискурс-аналіз як методологічне підґрунтя для розробки підручника з української мови як іноземної / Теорія і практика викладання української мови як іноземної. — Львів, 2014. — Вип.10. — С. 203—210.
- Синчак О. Гендерована мова: вектори влади і впливу // Гендер для медій / За ред. М. Маєрчик, О. Плахотнік, Г. Ярманова. К.: Критика, 2013, с. 129.
- Синчак, О., Антонів, Л. Україна-Польща: діалог культур (про нову концепцію підручника з української мови для поляків) / Studia Ucrainica Varsoviensia. — Варшава, 2013. — С. 15-24.
- Синчак, О. Фемінітиви між молотом і кувалдою: як мова відображає гендерну сегрегацію на ринку праці / Commons: журнал соціальної критики. — 2013. — № 3. — С. 86-88.
- Синчак, О. Гендер крізь смислову призму медій / Я. — 2012. — № 3 (31): Гендер і медіа. — С. 5-7.
- Синчак, О. Як мова вбиває експерток / Критика. — 2011. — № 11-12 (169—170). — С. 33-35.
- Синчак, О. «Жіноча» риторика: Репертуар стратегій, фігур, аргументів (на матеріалі текстів О. Забужко, М. Ґретковської, М. Анґелу) / Studia methodologica. — Тернопіль: Ред.-вид. відділ ТНПУ ім. В. Гнатюка, 2011. — Т. 32. — С. 193—202.
- Синчак, О. Мова в дії: Лінгвориторичний підхід до аналізу дискурсу / Мовознавчий вісник: Зб. наук. праць / МОН України. Черкаський нац. ун-т ім. Б. Хмельницького; Відп. ред. Г. І. Мартинова. − Черкаси: Видавець Чабаненко Ю., 2010. − Вип. 10. − С. 141—145.
- Синчак, О. Ґендерні та сексуальні метафори в жіночому автобіографічному дискурсі (О. Забужко, М. Ґретковська) / Форум ґендерних освітніх центрів «Сучасні тенденції ґендерної освіти в Україні» (17-18 лютого 2010 р., Київ). — K.: Програма рівних можливостей та прав жінок в Україні, 2010. — С. 86-90.
- Синчак, О. Етностилі жіночої самопрезентації на сцені автобіографічного письма (М. Анґелу, М. Ґретковська, О. Забужко) / Міжнародна наукова конференція «Мова і культура» імені Сергія Бураго (21-25 червня 2010, Київ). — К.: Вид. дім Д. Бураго, 2010. — Т. 140. — Вип. 13. — С. 72-81.
- Synchak, O. P. Pregnant Language: Ukrainian and English Gender Metaphors for Creativity / Женщина. Общество. Образование : Материалы 12-ой междунар. науч.-практ. конф. (18-19 декабря 2009 г.) — Минск: Женский институт ЭНВИЛА, 2010. — C. 593—595.
- Синчак, О. П. «Ми» vs. «Вони»: Етноніми і расові найменування в жіночих автобіографіях (Майя Анґелу, Оксана Забужко) / Семантика мови і тексту: Матеріали Х міжнародної науково-практичної конференції (21-23 вересня 2009 року). − Івано-Франківськ: ПНУ ім. В. Стефаника, 2009. − Частина ІІ. − С. 303—306.
- Синчак, О. П. Риторичне значення рольового дейксису в жіночому автобіографічному дискурсі («Польові дослідження з українського сексу» О. Забужко) / Гуманітарна освіта в технічних вищих навчальних закладах. − Вип.17: Зб. наук. праць. − К.: ДП «Інформ.-аналіт. агентство», 2009. − С. 94-104.
- Синчак, О. П. Риторика: Експансіонізм чи відокремлення / Studia methodologica. − 2009. − Вип. 29. − С. 71-76.
- Сынчак, Е. П. Языково-риторическая позиция женщин-писательниц (М. Анджело, О. Забужко) / Материалы ХIII Международной научно-практической конференции «Риторика и культура общения в общественном и образовательном пространстве», 21-23 января 2009 года / Под ред. В. И. Аннушкина. — М.: Гос. ИРЯ им. А. С. Пушкина, 2009. — С. 431—438.
- Синчак, О. Труднощі вивчення української мови в польськомовній аудиторії / Теорія і практика викладання української мови як іноземної: Зб. наук. праць. — Львів, 2007. — Вип. 2. — С. 186—188.
- Синчак, О. Внутрішній світ і поведінка української жінки як об’єкт лінгвокраїнознавчих студій / Теорія і практика викладання української мови як іноземної: Зб. наук. праць. — Львів, 2006. — Вип. 1. — С. 186—192.
- Синчак, О. Зовнішній вигляд української жінки як об’єкт фразеологічної репрезентації (ґендерний аспект) / Ученые записки Таврического национального университета им. В. И. Вернадского: Научный журнал. — Симферополь, 2005. — Т. 18 (57). — № 1. — С. 208—211.
- Synchak O. Military Feminine Personal Nouns: A Corpus-Based Update to the Web Dictionary of Ukrainian Feminine Personal Nouns // Electronic lexicography in the 21st century (eLex 2023): Invisible Lexicography. Proceedings of the eLex 2023 conference — Brno: Lexical Computing CZ, 2023. — P. 118–140. — 23 p.